# Jo Gartner
 Jo Gartner  va ser un pilot de curses automobilístiques austríac que va arribar a disputar curses de Fórmula 1.
Va néixer el 24 de gener del 1954 a Viena, Àustria i va morir l'1 de juny del 1986 en un accident disputant les 24 hores de Le Mans.

## A la F1
Jo Gartner va debutar a la quarta cursa de la temporada 1984 (la 35a temporada de la història) del campionat del món de la Fórmula 1, disputant el 6 de maig del 1984 el G.P. de San Marino al circuit d'Imola.
Va participar en un total de vuit curses puntuables pel campionat de la F1, disputades en una sola temporada (1984), aconseguint una cinquena posició com millor classificació en una cursa i no assolí cap punt pel campionat del món de pilots.

## Resultats a la Fórmula 1
| Any  | Equip                | Xassís | Motor      | 1   | 2   | 3   | 4       | 5   | 6   | 7   | 8     | 9   | 10      | 11      | 12      | 13     | 14    | 15     | 16     | Posició | Punts |
| ---- | -------------------- | ------ | ---------- | --- | --- | --- | ------- | --- | --- | --- | ----- | --- | ------- | ------- | ------- | ------ | ----- | ------ | ------ | ------- | ----- |
| 1984 | Osella Squadra Corse | Osella | Alfa Romeo | BRA | RSA | BEL | SMR Ret | FRA | MON | CAN | E.USA | DAL |         |         |         |        |       |        |        | -       | 0     |
| 1984 | Osella Squadra Corse | Osella | Alfa Romeo |     |     |     |         |     |     |     |       |     | GBR Ret | ALE Ret | AUT Ret | HOL 12 | ITA 5 | EUR 12 | POR 16 | -       | 0     |

### Resum
| Curses: | Victòries: | Pòdiums: | Poles: | Voltes ràpides: | Punts: |
| ------- | ---------- | -------- | ------ | --------------- | ------ |
| 8 (8)   | 0          | 0        | 0      | 0               | 0      |